# William Henry (pływak)

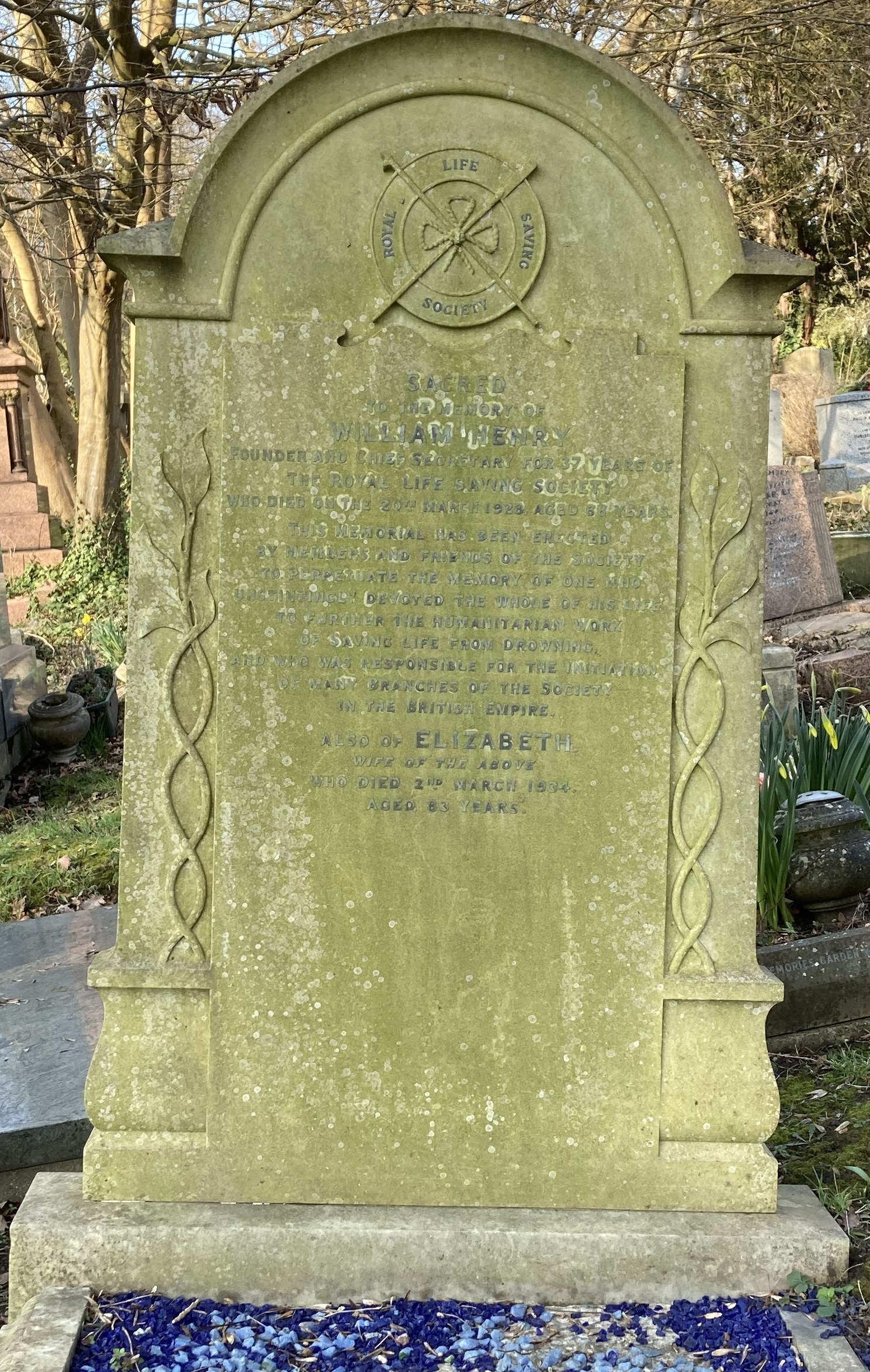
Grób Henry’ego na Cmentarzu Highgate

William Henry (ur. 28 czerwca 1859 w Londynie, zm. 20 marca 1928 tamże) – brytyjski pływak i piłkarz wodny, mistrz olimpijski, uczestnik Letnich Igrzysk Olimpijskich 1900 w Paryżu.

## Życiorys
Był z pochodzenia Polakiem, urodził się jako Józef Nawrocki.
Podczas igrzysk olimpijskich w Paryżu zdobył złoty medal w turnieju piłki wodnej z drużyną Osborne Swimming Club. Startował także w konkurencjach pływackich na dystansach 200 metrów z przeszkodami oraz 4000 metrów stylem dowolnym.
Na Olimpiadzie Letniej zdobył brązowy medal w sztafecie 4 × 250 m stylem dowolnym.
Został wprowadzony do International Swimming Hall of Fame w 1974 roku.
Jest pochowany na Highgate Cemetery.